# Erno Erb

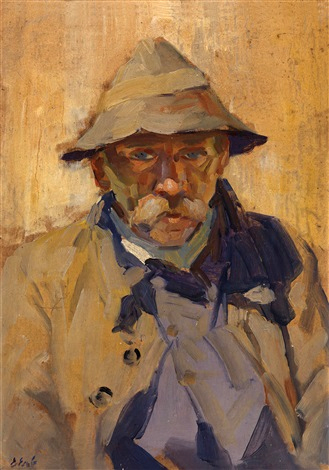
Bildnis eines Bauern

Ernő (Isaak) Erb (* 1878 oder 1890 in Lemberg; † 1943 ebenda) war ein polnischer Maler jüdischer Abstammung.
Ernö Erb malte als Autodidakt, wurde jedoch als vollwertiger Künstler anerkannt. Er schuf meistens Ölbilder, seltener Aquarelle und Pastellbilder. Erb malte Genreszenen aus dem Alltag der polnischen, jüdischen und ukrainischen Einwohner Lembergs, Stillleben und Landschaftsbilder. Er zeigte seine Werke in den Ausstellungen in Lemberg und Krakau sowie in der Gesellschaft zur Förderung der Schönen Künste in Warschau. Ernő Erb schuf auch Wandmalereien in den Synagogen sowie Bühnenbilder und Kostüme für die Vaudevilletheater.
Erb verbrachte sein fast ganzes Leben in Lemberg und im nahegelegenen Kurort Truskawez. Nach dem Ausbruch des Zweiten Weltkrieges und der sowjetischen Besetzung Ostpolens wurde Lemberg am 22. September 1939 an die Ukrainische Sozialistische Sowjetrepublik angeschlossen. Nach dem „Unternehmen Barbarossa“ und dem Einmarsch deutscher Streitkräfte am 30. Juni 1941 begannen die Verfolgungen der jüdischen Bevölkerung Lembergs. Ernő Erb wurde im Zwangsarbeitslager Lemberg-Janowska eingesperrt und kam dort 1943 ums Leben.
Seine Werke überdauerten die Kriegsereignisse in den Sammlungen polnischer Freunde und befinden sich jetzt u. a. in den Sammlungen des Nationalmuseums Krakau, der Lemberger Nationalen Kunstgalerie und des Jüdischen Historischen Institutes in Warschau.